# Variância do quantificador
O termo variância do quantificador refere-se a alegações de que não há uma linguagem ontológica única e melhor com a qual descrever o mundo. O termo "variância do quantificador" se baseia no termo filosófico 'quantificador', mais precisamente o quantificador existencial. Um 'quantificador' é uma expressão como "existe pelo menos um 'tal-e-tal'". Variância do quantificador então é a tese de que o significado dos quantificadores é ambíguo. Essa tese pode ser usada para explicar como algumas disputas em ontologia ocorrem apenas devido a uma falha das partes discordantes em concordar sobre o significado dos quantificadores usados.
De acordo com Eli Hirsch, é uma evolução do ditado de Urmson:

Se duas frases são equivalentes entre si, então, embora o uso de uma em vez da outra possa ser útil para alguns propósitos filosóficos, não é o caso de que uma estará mais próxima da realidade do que a outra... Podemos dizer uma coisa dessa maneira, e podemos dizer de outra maneira, às vezes... Mas não adianta perguntar qual é a maneira logicamente ou metafisicamente correta de dizer isso.
 - James Opie Urmson, Análise Filosófica, p. 186

## Quantificadores
A palavra quantificador na introdução refere-se a uma variável usada em um domínio de discurso, uma coleção de objetos em discussão. Na vida cotidiana, o domínio de discurso pode ser 'maçãs', ou 'pessoas', ou até mesmo tudo. Em uma arena mais técnica, o domínio de discurso poderia ser 'números inteiros', por exemplo. A variável quantificadora x, por exemplo, no domínio de discurso dado pode assumir o 'valor' ou designar qualquer objeto no domínio. A presença de um objeto específico, digamos um 'unicórnio', é expressa no estilo da lógica simbólica como:
∃ x; x é um unicórnio.
Aqui o 'E' invertido ou ∃ é lido como "existe..." e é chamado de símbolo de quantificação existencial. As relações entre objetos também podem ser expressas usando quantificadores. Por exemplo, no domínio dos números inteiros (denotando o quantificador por n, uma escolha costumeira para um número inteiro) podemos identificar indiretamente '5' por sua relação com o número '25':
∃ n; n × n = 25.
Se quisermos destacar especificamente que o domínio dos números inteiros é o que está sendo considerado, poderíamos escrever:
∃ n ∈ {\displaystyle \mathbb {Z} }; n × n = 25.
Aqui, ∈ = é membro de... e ∈ é chamado de símbolo para pertinência a conjunto; e {\displaystyle \mathbb {Z} } denota o conjunto dos números inteiros.
Existem várias expressões que servem ao mesmo propósito em várias ontologias, e, consequentemente, todas são expressões quantificadoras. A variação do quantificador é então um argumento sobre exatamente quais expressões podem ser interpretadas como quantificadores, e quais argumentos de um quantificador, ou seja, quais substituições para "tal-e-tal", são permitidas.

## Não 'existência'?
Hirsch afirma que a noção de variância do quantificador é um conceito relacionado a como as linguagens funcionam e não está conectada à questão ontológica do que 'realmente' existe. Essa visão não é universal.
A tese subjacente à variância do quantificador foi afirmada por Putnam:

Os primitivos lógicos em si, e em particular as noções de objeto e existência, têm uma multiplicidade de usos diferentes em vez de um significado absoluto único.
 - Hilary Putnam, "Verdade e Convenção", p. 71
Citando esta citação de Putnam, Wasserman afirma: "Esta tese – a tese de que existem muitos significados para o quantificador existencial que são igualmente neutros e igualmente adequados para descrever todos os fatos – é frequentemente referida como 'a doutrina da variância do quantificador'".
A variância do quantificador de Hirsch tem sido conectada à ideia de Carnap de um quadro linguístico como uma visão 'neo'-Carnapiana, ou seja, "a visão de que existem vários significados igualmente bons dos quantificadores lógicos; escolher um desses quadros deve ser entendido analogamente a escolher um quadro Carnapiano." Naturalmente, nem todos os filósofos (notavelmente Quine e os 'neo'-Quineanos) subscrevem à ideia de múltiplos quadros linguísticos. Veja meta-ontologia.
Hirsch sugere algum cuidado ao conectar sua versão de variância do quantificador com Carnap: "Não vamos chamar nenhum filósofo de variantista do quantificador a menos que estejam claramente comprometidos com a ideia de que (a maioria) das coisas que existem são completamente independentes da linguagem." Nesse contexto, Hirsch diz "Eu tenho um problema, no entanto, em chamar Carnap de variantista do quantificador, na medida em que ele é frequentemente visto como um anti-realista verificacionista." Embora Thomasson não considere que Carnap seja corretamente considerado um antirrealista, ela ainda desassocia Carnap da versão de Hirsch da variância do quantificador: "Vou argumentar, no entanto, que Carnap de fato não está comprometido com a variância do quantificador de forma alguma semelhante à de Hirsch, e que ele [Carnap] não depende disso em suas maneiras de desinflar debates metafísicos."